# Estefanía (reina de Pamplona)
Estefanía (ca. 1014-1058/1066) fue la esposa de García Sánchez III,  convirtiéndose así en reina consorte de Pamplona. Tuvo varios hijos de su matrimonio, entre ellos el futuro rey Sancho Garcés IV el de Peñalén. También pudo ser la madre de Constanza, la esposa del medio hermano de su esposo, el infante ilegítimo Sancho Garcés. Sus orígenes son inciertos, aunque, muy probablemente, era miembro de la Casa de Barcelona y no de la de Foix, como han sostenido varios cronistas desde el siglo XVII.

## Orígenes

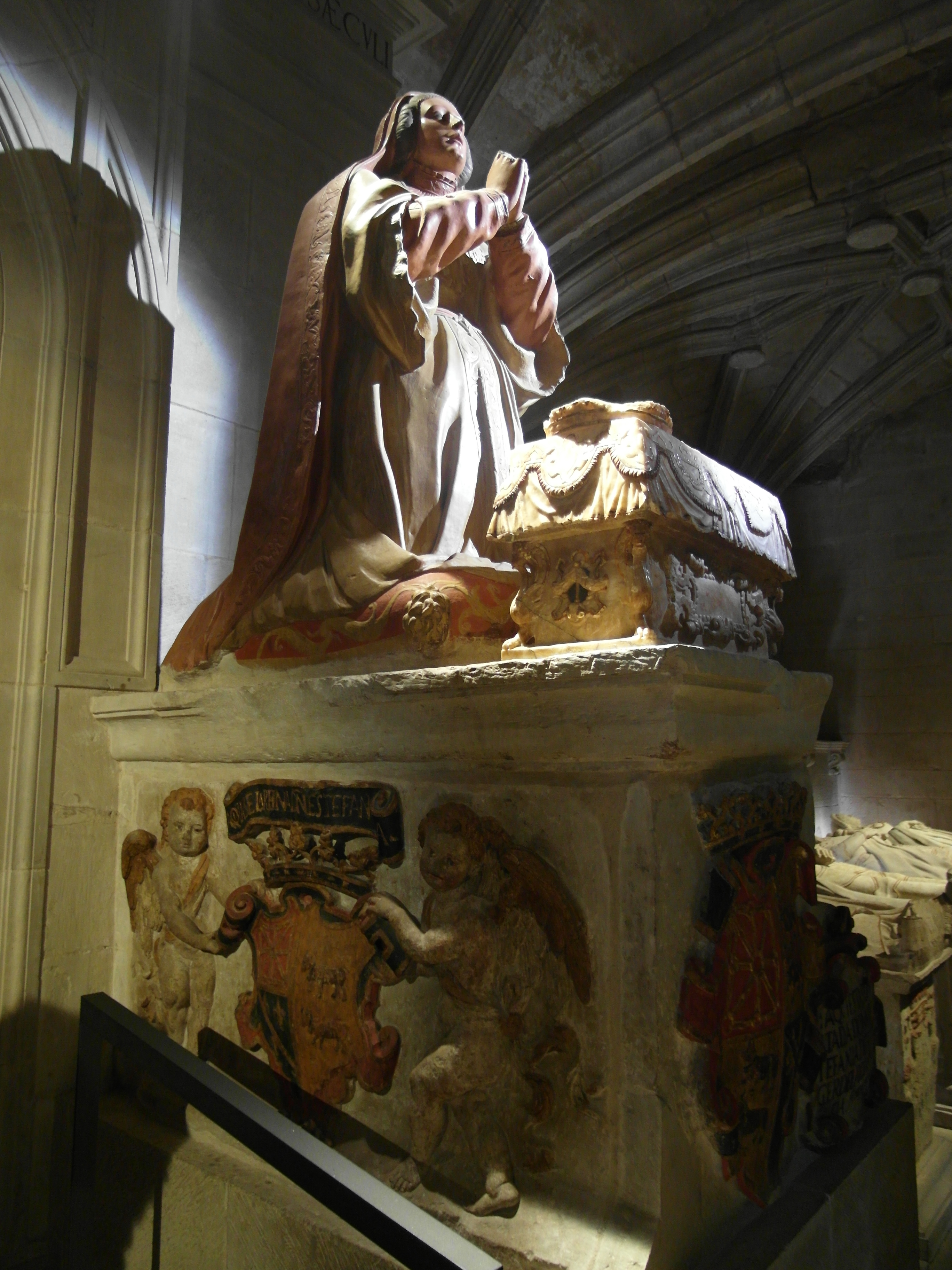
Sepulcro de la reina Estefanía en el Monasterio de Santa María la Real de Nájera

Estefanía nació en fecha desconocida, aunque si contrajo dos matrimonios, como afirman varias fuentes, habrá nacido hacia 1014/1016. Uno de los primeros cronistas foráneos que la mencionan fue el monje francés Adémar de Chabannes (c. 989-1034), coetáneo de Estefanía. En su crónica mencionaba a Roger, un noble guerrero normando que vino a la península ibérica en 1018 a luchar contra los moros y que después pidió en matrimonio a la condesa viuda, Ermesenda, la mano de su hija, cuyo nombre no menciona.
A principios del siglo XII, en los Annales de Saint-Pierre-le-Vif, atribuidos a Clarius de Sens y que se comenzó a escribir en 1108 por los monjes benedictinos, se cita otra vez al noble Roger, pero esta vez, no solamente menciona el nombre de Estefanía, a quien equivocadamente hace hermana del conde Ramón Berenguer I, sino también da la noticia de su matrimonio con el rey García.
El abad Juan Briz Martínez, en su Historia de la fundación y antigüedades de San Juan de la Peña, publicada en 1620, ya sospechaba que Estefanía era hija de los condes de Barcelona, Ramón Borrell y de su esposa Ermesenda. En la carta de arras que el rey García entregó a Estefanía, ya mencionaba que era hija de condes, aunque sin especificar las «tierras y estado que poseía». Briz Martínez cita también a Esteban de Garibay, a quien llama «Çamalloa» (su segundo apellido) y dice que este autor era asimismo de la opinión que Estefanía no pudo ser hija de los condes de Foix porque en esas fechas, ese condado aún no existía, aunque Garibay pensaba que era francesa.
El Padre Moret, en sus Annales del Reyno de Navarra (1684) afirmaba que Estefanía no era hija del conde de Foix, Bernardo Roger, porque este no fue conde, sino su hijo Roger, el primero que ostentó este título. Opina que fue hija  de los condes de Barcelona porque su boda en 1038 tuvo lugar ahí, no obstante la inscripción en su sepulcro, «modernamente adornado», en el monasterio de Santa María la Real de Nájera, que incluye las insignias de Navarra y de Foix. Sin embargo, discrepa de la filiación propuesta por Briz Martínez y opina que sus padres no fueron Ramón Borrell y Ermesenda, sino el hijo de estos, Berenguer Ramón y su esposa Sancha Sánchez de Castilla. La razón para oponerse es que, si su padre fuese Ramón Borrell, que ya llevaba 21 años muerto cuando se casó Estefanía, esta sería demasiado mayor para contraer un primer matrimonio.
En 1640 el historiador bearnés Pierre de Marca, en su Histoire de Béarn, afirmaba que Estefanía era de la casa de Foix, según constaba en las memorias del monasterio de Santa María la Real de Nájera, e hija de Bernardo Roger. Esta filiación se repite casi cien años después en la Histoire Générale de Languedoc escrita por Claude Devic y Joseph Vaissète. Según estos autores, Estefanía, llamada asimismo Étiennette, era hija de Bernardo Roger de Foix y hermana de Gisberga, que en agosto de 1036 contrajo matrimonio con Ramiro I de Aragón, el mismo año del matrimonio en Barcelona de Estefanía que se encontraba ahí con su tía Ermesenda y que Estefanía falleció en 1058.
El historiador y genealogista Jaime de Salazar y Acha, en un artículo publicado en 1994, apoyaba «la vieja opinión de los historiadores de Languedoc». Sospechaba igualmente que era la madre de Constanza, la esposa de Sancho Garcés, fruto de un primer matrimonio, posiblemente con un hijo del conde Bernardo I de Besalú, cuya hija mayor se llamaba Constanza, casada con el conde Armengol II de Urgel.  Años más tarde, después de leer la obra de Martin Aurell que citaba al monje Clarius de Sens, cambió de opinión y aceptó que Estefanía era hija de los condes de Barcelona y que había casado en dos ocasiones, la primera con un noble de Normandía llamado Roger. Una vez que aceptó que Estafanía era hija de los condes de Barcelona, la cuestión era saber si sus padres fueron Ramón Borrell y Ermesenda, como habían indicado Adémar de Chabannes y el abad Juan Briz Martínez, o Berenguer Ramón y Sancha.
Si Estefanía contrajo un primer matrimonio, según las fuentes francesas, este pudo haberse celebrado hacia 1030-32 y antes de 1034, el año en que falleció Adémar de Chabannes, el primer cronista que había escrito que Estefanía había casado con el noble normando y que su madre fue Ermesenda. Así, Estefanía habría nacido alrededor de 1014-16, enviudado antes de 1038 y hubiera sido aún joven cuando contrajo matrimonio con el rey García, con quien tuvo ocho hijos que llegaron a edad adulta.
Según estos cálculos, es imposible que hubiese sido hija de Berenguer Ramón y Sancha, cuyo matrimonio no se consumó hasta 1021. Además, si Estefanía hubiera sido hija de estos condes, ella y el rey García hubiesen sido primos hermanos, ya que la condesa Sancha y Muniadona, la madre del monarca, eran hermanas, ambas hijas del conde de Castilla Sancho García. Ya anteriormente la Iglesia se había opuesto a enlaces entre parientes más lejanos, como fue el caso del matrimonio entre Alfonso V de León con Urraca. Este matrimonio entre parientes en tercer y cuarto grado se celebró, aunque el abad Oliva se negó rotundamente a dar su visto bueno.
Por todo lo anterior, lo más probable es que Estefanía fuera hija de Ramón Borrell y de Ermesenda de Carcasona.  Según Salazar y Acha:

Sobre su filiación concreta, nos decidimos por la pareja condal Ramón Borrell y Ermesenda por las citadas razones de peso: lo afirma el cronista más cercano a los hechos, lo hacen suponer las fechas de su ciclo vital y lo corroboran los nombres impuestos a sus hijos.

## Matrimonios y descendencia
Según Adémar de Chabannes, coetáneo de Estefanía, así como en los Annales de Saint-Pierre-le-Vif, escrita por los monjes benedictinos, atribuida a Clarius de Sens, Estefanía contrajo un primer matrimonio con Roger de Tosny, citado en las crónicas como Roger Hispanicus, y de este matrimonio, según propone Jaime de Salazar y Acha, pudo haber nacido Constanza, la esposa del infante Sancho Garcés.
Su segundo matrimonio, si se acepta que estuvo casada anteriormente, se celebró en Barcelona en 1038 con el rey García Sánchez III de Pamplona. El rey otorgó carta de arras en 1039 a favor de su «dulcísima, hermosísima y amantísima esposa Estefanía». Los hijos habidos de este matrimonio fueron:
- Sancho IV el de Peñalén (c. 1039–fallecido el 4 de junio de 1076),[24] rey de Navarra, casado con Placencia;
- Urraca Garcés, señora de Alberite, Lardero y Logroño, casada hacia 1074 con el conde García Ordóñez;[24]
- Ermesenda (fallecida después del 1 de julio de 1110), casada con Fortún Sánchez, señor de Yarnoz[24] y de Yéqueda. En 1076 acompañaba a su hermano Ramón en Peñalén cuando este asesinó al hermano mayor de ambos;[e]
- Ramiro de Pamplona[24] (fallecido el 6 de enero de 1083), señor de Calahorra, de Torrecilla en Cameros y de Ribafrecha y sus villas. Casado con Teresa. Murió luchando por Alfonso VI de León, asesinado por los moros del castillo de Rueda de Jalón cuando estos simularon la rendición del castillo al rey de Castilla;
- Fernando de Pamplona[24] (fallecido en 1068), señor de Bucesta, Jubera, Lagunilla y Oprela.
- Ramón (Raimundo) de Pamplona el Fratricida [24](fallecido después de 1079), señor de Murillo y Agoncillo.[e]
- Jimena Garcés de Pamplona[24] (fallecida después del 27 de mayo de 1085), señora de Corcuetos (Navarrete), Hornos y Daroca;
- Mayor Garcés de Pamplona[24] (fallecida después de 1077), señora de Yanguas, Atayo y Velilla. No es probable que sea, por cuestión de fechas, la Mayor casada con el conde Guy II de Mâcon.[f]

## Últimos años
Después de enviudar en 1054, Estefanía aparece confirmando los primeros documentos de su hijo Sancho, que tendría unos catorce años cuando falleció su padre y fue proclamado rey en el campo de Atapuerca. Se encargó de terminar, cumpliendo los deseos del difunto rey, la obra del monasterio de Santa María la Real de Nájera que ambos habían fundado en 1052 y cuya acta fundacional había sido confirmada en 1054 por los hermanos del rey, Fernando y Ramiro, así como por el conde Ramón Berenguer I. En este monasterio fue donde Estefanía y su esposo el rey García recibieron sepultura. 
La fecha de su defunción es incierta. Según varias fuentes, Estefanía falleció el 25 de mayo de 1058, la fecha registrada en los Anales Compostelanos. Sin embargo, existen dos documentos que contradicen el año 1058 como la fecha de la defunción de la reina: uno expedido el 14 de mayo que originalmente llevaba la fecha de 1050 y después fue cambiado a 1060, así como su testamento que no llevaba fecha y que unos consideran que fue redactado en 1060 y otros autores en 1066.
En su testamento menciona a todos los hijos nacidos de su matrimonio con el rey pero, sin embargo, no menciona a Constanza, la hija que tuvo de un primer matrimonio según Salazar y Acha, que aún vivía en 1074.